# Sizzy
Sizzy (đôi khi được viết thành SIZZY, trước đây gọi là SISSY) là một nhóm nhạc nữ Thái trực thuộc RISER MUSIC. Nhóm nhạc bao gồm bốn nghệ sĩ của GMMTV Ployshompoo Supasap (Jan), Methika Jiranorraphat (Jane), Apichaya Saejung (Ciize) và Sarunchana Apisamaimongkol (Aye).

## Lịch sử

### 2019
GMMTV tung thông tin đầu tiên về nhóm nhạc nữ mới vào ngày 28 tháng 10 2019. Ban đầu nhóm có tên là SISSY được quản lý bởi GMMTV Records. 4 thành viên đều là những diễn viên nữ đã tham gia nhiều dự án phim của GMMTV.
Nhóm nhạc chính thức ra mắt vào ngày 5 tháng 11 năm 2019 cùng với đĩa đơn đầu tiên "ชักช้า(เอิงเอย)" (Loading Love) và sự hợp tác cùng với Luke Plowden.

### 2020
Sau vài tháng phát hành đĩa đơn đầu tiên, GMMTV đã tiết lộ đĩa đơn mới của nhóm dưới tên gọi SIZZY. Vào ngày 5 tháng 8 năm 2020, đĩa đơn thứ hai "เปลี่ยนคะแนนเป็นแฟนได้ไหม" (Love Score) đã được phát hành cùng với nghệ sĩ GMMTV Korapat Kirdpan (Nanon) và bài hát là nhạc phim Mr. Lipstick.

### 2021
Vào ngày 29 tháng 6 năm 2021, nhóm lại phát hành đĩa đơn thứ ba "ห้ามใจ" (Unstoppable), bài hát là nhạc phim 46Days.

### 2022
Vào ngày 3 tháng 6 năm 2022, nhóm lại phát hành đĩa đơn thứ tư "พิสูจน์ " (Prove It). Bài hát này là nhạc phim Oops! Mr. Superstar Hit On Me.
Vào ngày 4 tháng 10 năm 2022, nhóm lại ra đĩa đơn thứ năm "รับผิดชอบใจฉันด้วย " (Love Response) đã được phát hành cùng với nghệ sĩ GMMTV Pirapat Watthanasetsiri và Sahaphap Wongratch (EARTHMIX)

### 2023
Sizzy được thông báo sẽ trở thành nghệ sĩ của RISER MUSIC, một studio sản xuất âm nhạc trực thuộc GMMTV.

### 2024
Vào ngày 16 tháng 10, GMMTV và RISER MUSIC đã đưa ra tuyên bố rằng sau khi thảo luận, với sự tôn trọng ý kiến của cả 4 thành viên, SIZZY sẽ tan rã ngay sau khi Jane rời khỏi GMMTV.

## Thành viên
Chú thích: In đậm là trưởng nhóm
| Tên thật                   | Tên thật         | Biệt danh | Biệt danh | Ngày sinh        | Quốc tịch         | Vai trò         |
| Latinh                     | Thai             | Latinh    | Thai      | Ngày sinh        | Quốc tịch         | Vai trò         |
| -------------------------- | ---------------- | --------- | --------- | ---------------- | ----------------- | --------------- |
| Ployshompoo Supasap        | พลอยชมพู ศุภทรัพย์   | Jan       | แจน       | 5 tháng 1, 1995  | Thái Lan          | Hát chính       |
| Ramida Jiranorphat         | รมิดา จิรนรภัทร     | Jane      | เจน       | 19 tháng 6, 1999 | Thái Lan Đài Loan | Visual, hát     |
| Apichaya Saejung           | อภิชญา แซ่ตั้ง       | Ciize     | ไซซี       | 23 tháng 9, 1999 | Thái Lan          | Nhảy chính, hát |
| Sarunchana Apisamaimongkol | สรัลชนา อภิสมัยมงคล | Aye       | อ้าย       | 25 tháng 3, 2000 | Thái Lan          | Hát chính       |

## Danh sách đĩa nhạc
| Tiêu đề | Tiêu đề tiếng Anh | Thông tin                                              | Tham khảo |
| --- | ----------------- | ------------------------------------------------------ | --------- |
| ชักช้า(เอิงเอย) (Chak Cha (Erng Oie)) cùng với Luke Plowden                                                       | Loading Love      | - Phát hành: 5 tháng 11 năm 2019 - Hãng: GMMTV Records | [ 10 ]    |
| เปลี่ยนคะแนนเป็นแฟนได้ไหม (Plian Khanaen Pen Faen Dai Mai) cùng với Korapat Kirdpan                                | Love Score        | - Phát hành: 5 tháng 8 năm 2020 - Hãng: GMMTV Records  | [ 11 ]    |
| ห้ามใจ (Ham Jai)                                                                                                | Unstoppable       | - Phát hành: 29 tháng 6 năm 2021 - Hãng: GMMTV Records |           |
| พิสูจน์ (Phi Soot)                                                                                                | Prove It          | - Phát hành: 3 tháng 6 năm 2022 - Hãng: GMMTV Records  |           |
| รับผิดชอบใจฉันด้วย (Rab Phid Chob Chai Chan Duai) cùng với Pirapat Watthanasetsiri và Sahaphap Wongratch (EathMix) | Love Response     | - Phát hành: 4 tháng 10 năm 2022 - Hãng: GMMTV Records |           |

## Giải thưởng và đề cử
| Năm  | Đề cử                                   | Thể loại         | Giải thưởng     | Kết quả   | Tham khảo |
| ---- | --------------------------------------- | ---------------- | --------------- | --------- | --------- |
| 2020 | "Love Score" (cùng với Korapat Kirdpan) | Đĩa đơn phổ biến | Zoomdara Awards | Đoạt giải | [ 12 ]    |